# Cuna de Judas

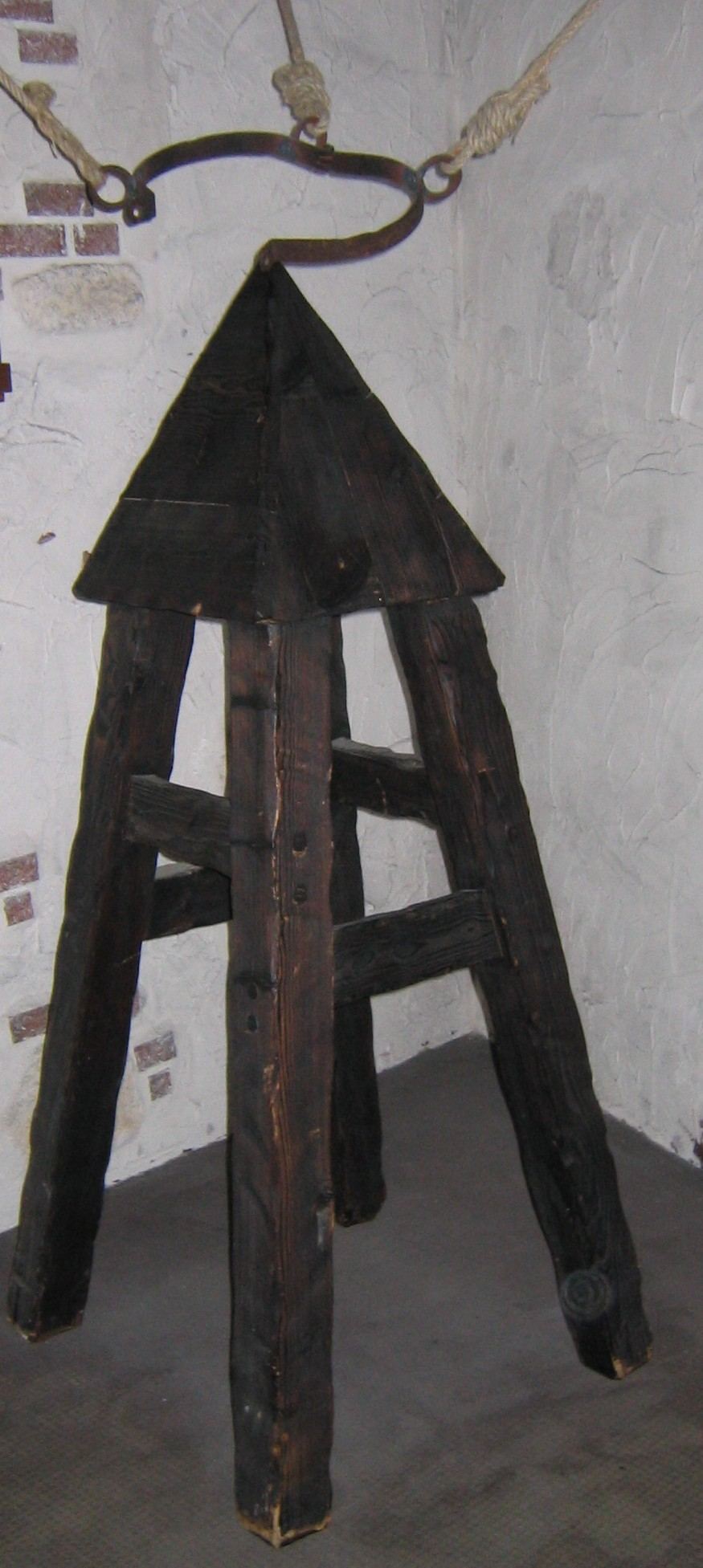
"Cuna de Judas" en el museo de la tortura de Friburgo de Brisgovia, Alemania.

La cuna de Judas es un instrumento de tortura utilizado principalmente para sacar confesiones.[cita requerida]
Consiste en una pirámide puntiaguda, sobre la cual se alza a la víctima para después dejarla caer una o varias veces, de modo que la punta topara con la zona genital o anal con mayor o menor presión dependiendo de cómo evolucionara la confesión.[cita requerida]
Se utilizaba en Europa y se le conocía con el mismo nombre (alusivo al apóstol traidor) en inglés (Judas Cradle; también, Judas Chair), en alemán (Judaswiege) y en italiano (Culla di Giuda). También se le conoce con el nombre de Vigía (en portugués), Veglia (en italiano) o Veille (en francés), es decir, «vigilia», pues se disponía al condenado de tal manera que, si se dormía y relajaba el cuerpo, caía sobre la punta hiriente del instrumento.[cita requerida]
También se atribuye su uso, con algunas 'mejoras' (adición de electricidad, añadidura de cinturón), a las dictaduras militares hispanoamericanas del siglo XX.[cita requerida]
Se atribuye su invención al jurista boloñés Ippolito Marsili (1450-1529).[cita requerida]
A pesar de lo que se ha dicho, ni este instrumento ni la doncella de hierro se contaban entre los usados por la inquisición española.[cita requerida]